# Монілінія
Монілінія (Monilinia) — рід грибів родини склеротінієві (Sclerotiniaceae). Назва вперше опублікована 1928 року.

## Поширення та середовище існування
В Україні зростають монілінія пухка (Monilinia laxa) та монілінія фруктова (Monilinia fructigena).

## Гелерея

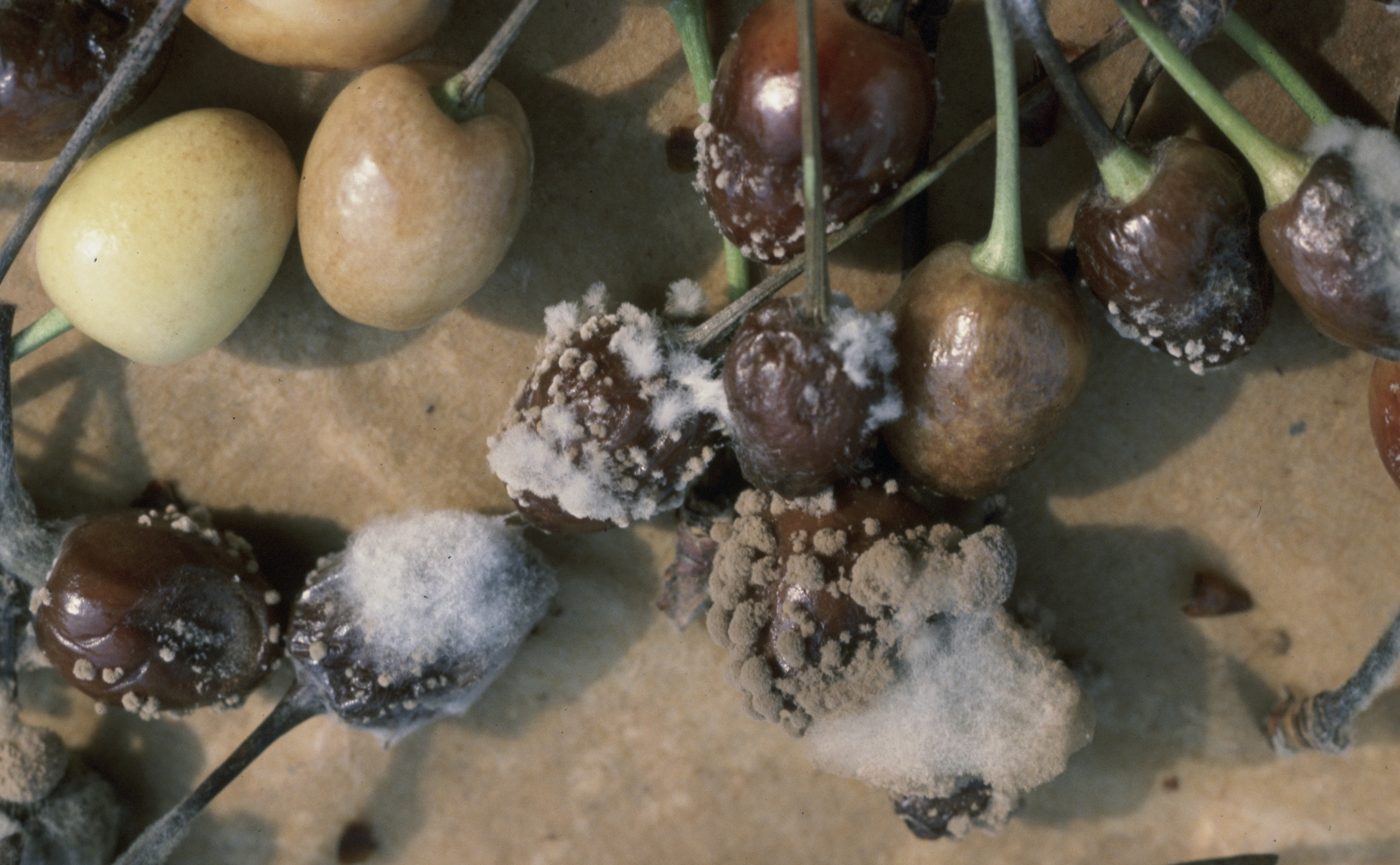
Monilinia fructicola
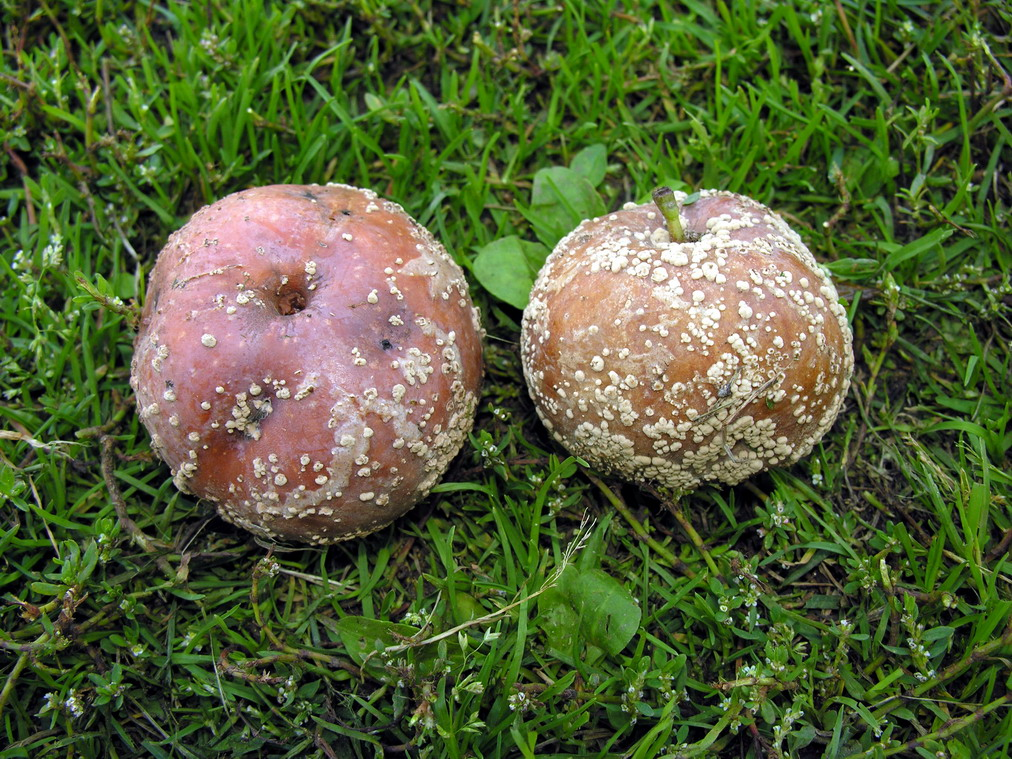
Monilinia fructigena
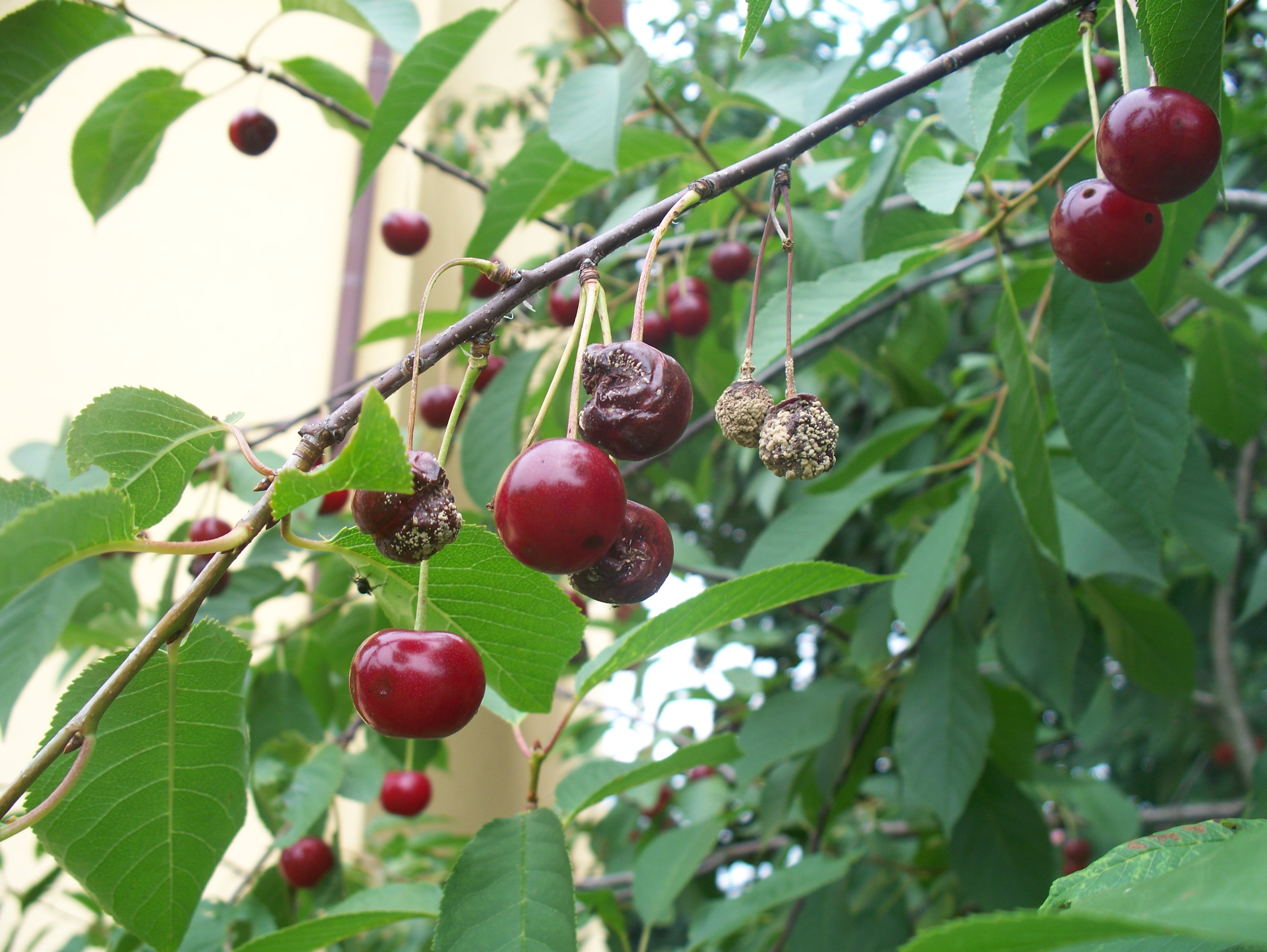
Monilinia laxa